# Paradoja de Parrondo
La paradoja de Parrondo, descrita por el físico español Juan Parrondo (nacido en 1964), dice que:

Existen pares de juegos, cada uno con mayor probabilidad de perder que de ganar, para los cuales es posible construir una estrategia ganadora jugando los juegos alternativamente

El nombre actual "la paradoja de Parrondo" fue acuñado por el ingeniero biomédico Derek Abbot de la Universidad de Adelaida (Australia), quien publicó en 1999 un trabajo confirmando los resultados del juego paradójico que Parrondo había ideado en 1996.
Parrondo ideó la paradoja en relación con su análisis del trinquete browniano, un experimento mental sobre una máquina que supuestamente puede extraer energía de movimientos de calor aleatorios, popularizado por el físico Richard Feynman. Sin embargo, la paradoja desaparece cuando se analiza rigurosamente. Las estrategias ganadoras que consisten en una combinación de estrategias perdedoras se habían explorado en biología antes de que se publicara la paradoja de Parrondo. Más recientemente, los problemas de la biología evolutiva y la ecología se han modelado y explicado en términos de la paradoja.

## Ejemplos ilustrativos

### El ejemplo del diente de sierra

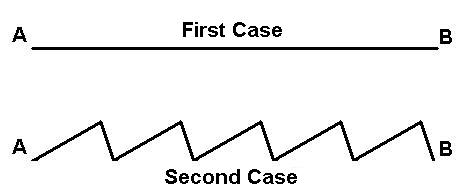
Figura 1

Considere un ejemplo en el que hay dos puntos A y B que tienen la misma altitud, como se muestra en la Figura 1. En el primer caso, tenemos un perfil plano que los conecta. Aquí, si dejamos algunas canicas redondas en el medio que se mueven hacia adelante y hacia atrás de forma aleatoria, rodarán aleatoriamente pero hacia ambos extremos con la misma probabilidad. Ahora considere el segundo caso en el que tenemos una región similar a un diente de sierra entre ellos. Aquí también, las canicas rodarán hacia ambos extremos con la misma probabilidad (si hubiera una tendencia a moverse en una dirección, las canicas en un anillo de esta forma tenderían a extraer energía térmica de manera espontánea para girar, violando la segunda ley de la termodinámica). Ahora bien, si inclinamos todo el perfil hacia la derecha, como se muestra en la Figura 2, está bastante claro que ambos casos se inclinarán hacia B.
Ahora considérese el juego en el que se alternan los dos perfiles mientras se elige juiciosamente el tiempo entre alternar de un perfil a otro.

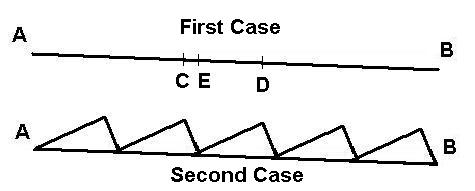
Figura 2

Cuando se dejan unas canicas en el primer perfil en el punto E, se distribuyen en el plano mostrando movimientos preferentemente hacia el punto B. Sin embargo, si se aplica el segundo perfil cuando algunas de las canicas han cruzado el punto C, pero ninguna ha cruzado el punto D, se termina teniendo la mayoría de las canicas en el punto E (desde donde se partió inicialmente) pero algunas también en el valle hacia el punto A habiendo dado tiempo suficiente para que las canicas rueden hacia el valle. Luego se aplica nuevamente el primer perfil y se repiten los pasos anteriores (los puntos C, D y E ahora cambian un paso para referirse al valle final más cercano a A). Si no hay canicas que crucen el punto C antes de que la primera canica cruce el punto D, se debe aplicar el segundo perfil poco antes de que la primera canica cruce el punto D , y comenzar de nuevo.
Se deduce fácilmente que finalmente se tendrán canicas en el punto A, pero ninguna en el punto B. Por lo tanto, si se define tener canicas en el punto A como una victoria y tener canicas en el punto B como una pérdida, claramente se gana alternando (en los momentos elegidos correctamente) entre jugar dos juegos perdedores.

### El ejemplo del lanzamiento de una moneda
Un segundo ejemplo de la paradoja de Parrondo se extrae del campo del juego. Considérese participar en dos juegos, Juego A y Juego B con las siguientes reglas. Por conveniencia, se define {\displaystyle C_{t}} como el capital del jugador en el momento t, inmediatamente antes de iniciar un juego.
1. Ganar un juego hace que se gane 1 $, y perder requiere pagar 1 $. Se deduce que {\displaystyle C_{t+1}=C_{t}+1} si se gana en el paso t y {\displaystyle C_{t+1}=C_{t}-1} si se pierde en el paso t.
2. En el Juego A, se lanza una moneda sesgada, la Moneda 1, con probabilidad de ganar {\displaystyle P_{1}=(1/2)-\epsilon }. Si {\displaystyle \epsilon >0}, este es claramente un juego perdedor a largo plazo.
3. En el Juego B, primero se determina si el monto del capital del jugador es un múltiplo de algún número entero {\displaystyle M}. Si es así, se lanza una moneda sesgada, la Moneda 2, con probabilidad de ganar {\displaystyle P_{2}=(1/10)-\epsilon }. Si no es así, se lanza otra moneda sesgada, la Moneda 3, con probabilidad de ganar {\displaystyle P_{3}=(3/4)-\epsilon }. La función del módulo {\displaystyle M} proporciona la periodicidad como en los dientes de un trinquete.

Está claro que al jugar al Juego A, es casi seguro que se perderá a largo plazo. Harmer y Abbott muestran mediante simulación que si {\displaystyle M=3} y {\displaystyle \epsilon =0.005,}, el Juego B es casi con seguridad un juego perdedor también. De hecho, el Juego B es una cadena de Márkov, y un análisis de su matriz de transición de estado (nuevamente con M = 3) muestra que la probabilidad de estado estable de usarse la Moneda 2 es 0.3836, y la de usar la Moneda 3 es 0.6164. Como la Moneda 2 se selecciona en casi el 40% de las ocasiones, tiene una influencia desproporcionada en la recompensa del Juego B y resulta en un juego perdedor.
Sin embargo, cuando estos dos juegos perdedores se juegan en alguna secuencia alterna, por ejemplo, dos juegos de A seguidos de dos juegos de B (AABBAABB ...), la combinación de los dos juegos es, paradójicamente, un juego "ganador". No todas las secuencias alternas de A y B dan como resultado juegos ganadores. Por ejemplo, un juego de A seguido de un juego de B (ABABAB...) es un juego perdedor, mientras que un juego de A seguido de dos juegos de B (ABBABB ...) es un juego ganador. Este ejemplo de lanzamiento de una moneda se ha convertido en la ilustración canónica de la paradoja de Parrondo: dos juegos, ambos perdidos cuando se juegan individualmente, se convierten en un juego ganador cuando se juegan en una secuencia alterna particular.

#### Resolviendo la paradoja
La aparente paradoja se ha explicado utilizando una serie de enfoques sofisticados, incluidas las cadenas de Markov, los trinquetes intermitentes, el recocido simulado y la teoría de la información. Una forma de explicar la aparente paradoja es la siguiente:
- Si bien el Juego B es un juego perdedor según la distribución de probabilidad que resulta para {\displaystyle C_{t}} módulo {\displaystyle M} cuando se juega individualmente ({\displaystyle C_{t}} módulo {\displaystyle M} es el resto cuando {\displaystyle C_{t}} se divide por {\displaystyle M}), puede ser un juego ganador en otras distribuciones, ya que es al menos un estado en el que su expectativa es positiva.
- Como la distribución de los resultados del Juego B depende del capital del jugador, los dos juegos no pueden ser independientes. Si lo fueran, jugarlos en cualquier secuencia también perdería.

El papel de {\displaystyle M} ahora se enfoca claramente. Sirve únicamente para inducir una dependencia entre los Juegos A y B, de modo que es más probable que un jugador entre en estados en los que el Juego B tiene una expectativa positiva, lo que le permite superar las pérdidas del Juego A. Con este entendimiento, la paradoja se resuelve por sí sola: los juegos individuales solo pierden bajo una distribución que difiere de la que se encuentra realmente cuando se juega el juego compuesto. En resumen, la paradoja de Parrondo es un ejemplo de cómo la dependencia puede causar estragos en los cálculos probabilísticos realizados bajo un supuesto ingenuo de independencia. Se puede encontrar una exposición más detallada de este punto, junto con varios ejemplos relacionados, en Philips y Feldman.

### Un ejemplo simplificado
Para un ejemplo más simple de cómo y por qué funciona la paradoja, considérense nuevamente dos juegos Juego A y Juego B, esta vez con las siguientes reglas:
1. En el Juego A, simplemente se pierde 1 $ cada vez que se juega.
2. En el Juego B, se contabiliza cuánto dinero queda. Si es un número par, se ganan 3 $. De lo contrario, se pierden 5 $.

Supóngase que se comienza con 100 $. Si se comienza a jugar el Juego A exclusivamente, obviamente se perderá todo el dinero en 100 rondas. Del mismo modo, si se decide jugar exclusivamente al Juego B, también se perderá todo su dinero en 100 rondas.
Sin embargo, considérese jugar los dos juegos alternativamente, comenzando con el Juego B, seguido por A, luego por B, y así sucesivamente (BABABA ...). Debería ser fácil ver que ganará constantemente un total de 2 $ por cada dos juegos.
Por lo tanto, aunque cada juego es una propuesta perdedora si se juega solo, debido a que los resultados del Juego B se ven afectados por el Juego A, la secuencia en la que se juegan los juegos puede afectar a la frecuencia con la que el Juego B genera dinero, mientras que el resultado es diferente en el caso de que se juegue únicamente uno de los dos juegos.

## Aplicaciones
La paradoja de Parrondo se utiliza ampliamente en la teoría de juegos, y su aplicación a la ingeniería, la dinámica de poblaciones, el riesgo financiero, etc., son áreas de investigación activa. Los juegos de Parrondo tienen poco uso práctico, como para servir de referencia acerca de cómo invertir en el mercado de valores, ya que los juegos originales requieren que la recompensa de al menos uno de los juegos interactivos dependa del capital del jugador. Sin embargo, los juegos no tienen por qué limitarse a su forma original y se sigue trabajando para generalizar el fenómeno. Se han señalado similitudes con el bombeo de volatilidad y con la paradoja de los dos sobres. Se han utilizado modelos simples de libros de texto de finanzas sobre rendimientos de valores para demostrar que las inversiones individuales con rendimientos medios negativos a largo plazo se pueden combinar fácilmente en carteras diversificadas con rendimientos medios positivos a largo plazo. Del mismo modo, se ha utilizado un modelo que se utiliza a menudo para ilustrar las reglas de apuestas óptimas para demostrar que dividir las apuestas entre varios juegos puede convertir un rendimiento medio negativo a largo plazo en uno positivo. En biología evolutiva, tanto la variación de fase aleatoria bacteriana como la evolución de sensores menos precisos se han modelado y explicado en términos de la paradoja. En ecología, la alternancia periódica de ciertos organismos entre comportamientos nómadas y coloniales se ha sugerido como una manifestación de la paradoja. También se ha publicado una aplicación interesante en el modelado de la supervivencia multicelular como consecuencia de la paradoja y alguna discusión interesante sobre la viabilidad de la misma. Las aplicaciones de la paradoja de Parrondo también se pueden encontrar en la teoría de la fiabilidad. Los lectores interesados pueden consultar los tres artículos de revisión que se han publicado en los años, y el más reciente examina el efecto Parrondo en la biología.

## Nombre
En la literatura temprana sobre la paradoja de Parrondo, se debatió si la palabra 'paradoja' es una descripción apropiada, dado que el efecto Parrondo puede entenderse en términos matemáticos. El efecto "paradójico" se puede explicar matemáticamente en términos de una combinación lineal convexa.
Sin embargo, Derek Abbott, un destacado investigador de paradojas de Parrondo, proporciona la siguiente respuesta con respecto al uso de la palabra 'paradoja' en este contexto:

¿Es la paradoja de Parrondo realmente una "paradoja"? Esta pregunta a veces la hacen los matemáticos, mientras que los físicos generalmente no se preocupan por esas cosas. Lo primero que hay que señalar es que la "paradoja de Parrondo" es solo un nombre, al igual que la "Paradoja de Braess" o la "Paradoja de Simpson". En segundo lugar, como es el caso de la mayoría de estas paradojas nombradas, todas son paradojas realmente aparentes. La gente deja caer la palabra "aparente" en estos casos porque es una complicación léxica accesoria, y es algo obvio de todos modos. Por tanto, nadie afirma que estas sean paradojas en sentido estricto. En un sentido amplio, una paradoja es simplemente algo contradictorio. Los juegos de Parrondo ciertamente son contrarios a la intuición, al menos hasta haberlos estudiado intensamente durante unos meses. La verdad es que seguimos encontrando nuevas cosas sorprendentes para deleitarnos mientras investigamos estos juegos. Un matemático se ha quejado de que el comportamiento de estos juegos siempre fue algo obvio para él, y por lo tanto, no deberíamos usar la palabra "paradoja". O es un genio, o desde el principio nunca entendió realmente su trasfondo. En cualquier caso, no vale la pena discutir con gente así.

## Lecturas relacionadas
- John Allen Paulos, A Mathematician Plays the Stock Market, Basic Books, 2004, ISBN 0-465-05481-1.
- Neil F. Johnson, Paul Jefferies, Pak Ming Hui, Financial Market Complexity, Oxford University Press, 2003, ISBN 0-19-852665-2.
- Ning Zhong and Jiming Liu, Intelligent Agent Technology: Research and Development, World Scientific, 2001, ISBN 981-02-4706-0.
- Elka Korutcheva and Rodolfo Cuerno, Advances in Condensed Matter and Statistical Physics, Nova Publishers, 2004, ISBN 1-59033-899-5.
- Maria Carla Galavotti, Roberto Scazzieri, and Patrick Suppes, Reasoning, Rationality, and Probability, Center for the Study of Language and Information, 2008, ISBN 1-57586-557-2.
- Derek Abbott and Laszlo B. Kish, Unsolved Problems of Noise and Fluctuations, American Institute of Physics, 2000, ISBN 1-56396-826-6.
- Visarath In, Patrick Longhini, and Antonio Palacios, Applications of Nonlinear Dynamics: Model and Design of Complex Systems, Springer, 2009, ISBN 3-540-85631-5.
- Marc Moore, Sorana Froda, and Christian Léger, Mathematical Statistics and Applications: Festschrift for Constance van Eeden, IMS, 2003, ISBN 0-940600-57-9.
- Ehrhard Behrends, Fünf Minuten Mathematik: 100 Beiträge der Mathematik-Kolumne der Zeitung Die Welt, Vieweg+Teubner Verlag, 2006, ISBN 3-8348-0082-1.
- Lutz Schimansky-Geier, Noise in Complex Systems and Stochastic Dynamics, SPIE, 2003, ISBN 0-8194-4974-1.
- Susan Shannon, Artificial Intelligence and Computer Science, Nova Science Publishers, 2005, ISBN 1-59454-411-5.
- Eric W. Weisstein, CRC Concise Encyclopedia of Mathematics, CRC Press, 2003, ISBN 1-58488-347-2.
- David Reguera, José M. G. Vilar, and José-Miguel Rubí, Statistical Mechanics of Biocomplexity, Springer, 1999, ISBN 3-540-66245-6.
- Sergey M. Bezrukov, Unsolved Problems of Noise and Fluctuations, Springer, 2003, ISBN 0-7354-0127-6.
- Julian Chela-Flores, Tobias C. Owen, and F. Raulin, First Steps in the Origin of Life in the Universe, Springer, 2001, ISBN 1-4020-0077-4.
- Tönu Puu and Irina Sushko, Business Cycle Dynamics: Models and Tools, Springer, 2006, ISBN 3-540-32167-5.
- Andrzej S. Nowak and Krzysztof Szajowski, Advances in Dynamic Games: Applications to Economics, Finance, Optimization, and Stochastic Control, Birkhäuser, 2005, ISBN 0-8176-4362-1.
- Cristel Chandre, Xavier Leoncini, and George M. Zaslavsky, Chaos, Complexity and Transport: Theory and Applications, World Scientific, 2008, ISBN 981-281-879-0.
- Richard A. Epstein, The Theory of Gambling and Statistical Logic (Second edition), Academic Press, 2009, ISBN 0-12-374940-9.
- Clifford A. Pickover, The Math Book, Sterling, 2009, ISBN 1-4027-5796-4.